# تاکایوکی ناکاهارا
تاکایوکی ناکاهارا (انگلیسی: Takayuki Nakahara؛ زادهٔ ۱۸ نوامبر ۱۹۸۴) بازیکن فوتبال اهل ژاپن است.
از باشگاه‌هایی که در آن بازی کرده‌است می‌توان به باشگاه فوتبال آویسپا فوکوئوکا و باشگاه فوتبال آلبیرکس نیگاتا اشاره کرد.